# Есињи ле Пти
Есињи ле Пти (фр. Essigny-le-Petit) насеље је и општина у североисточној Француској у региону Пикардија, у департману Ен (Пикардија) која припада префектури Сен Кентен.
По подацима из 2011. године у општини је живело 381 становника, а густина насељености је износила 84,11 становника/km². Општина се простире на површини од 4,53 km². Налази се на средњој надморској висини од 89 метара (максималној 131 m, а минималној 82 m).

## Демографија
| 1962. | 1968. | 1975. | 1982. | 1990. | 1999. | 2011. |
| ----- | ----- | ----- | ----- | ----- | ----- | ----- |
| 353   | 402   | 421   | 383   | 399   | 377   | 381   |

График промене броја становника у току последњих година